# Mark Cousins
Mark Cousins (Coventry, 3 de maig de 1965) és un cineasta i escriptor nord-irlandès. És especialment conegut pel seu documental de 15 hores de durada The Story of Film: An Odyssey (La història del cinema: Una odissea). En 2018 va presentar Women Make Film: A New Road Movie Through Cinema, una història del cinema només a partir de pel·lícules dirigides per dones que aborda el treball de 700 pel·lícules i 183 directores. Des de 2019 és membre de la Reial Societat d'Edimburg.

## Biografia
Ell i el seu germà bessó van néixer en Coventry a 30 km a l'est de Birmingham on els seus pares s'havien mudat per qüestions de treball des d'Irlanda del Nord on poc després del naixement dels seus fills van tornar. Es va criar a Ballymena i va assistir a l'Escola de Gramàtica de St. Louis
Va estudiar en un col·legi catòlic i explica que les classes de literatura anglesa se li ennuegaven però en canvi li agradava capbussar-se durant hores entre fotografies. El cinema va ser un primerenc refugi per a ell. Anys després es va graduar en cinema, televisió i art a la Universitat de Stirling on es va doctorar en 2014.

### Trajectòria professional
Entre 1997 i 2000 va presentar la sèrie de pel·lícules de culte de la BBC dins del programa Moviedrome i en la sèrie de televisió Scene by Scene i va entrevistar a cineastes com Martin Scorsese, Steve Martin, Bernardo Bertolucci, Jeanne Moreau, Woody Allen, Rod Steiger i fins i tot a David Lynch.
El 2009, Cousins i l'actriu i directora de cinema Titlla Swinton inspirats pel documental Burden of Dreams que narra les penúries per les quals va passar Werner Herzog rodant Fitzcarraldo, van engegar el projecte de recórrer els camins de les Terres Altes d'Escòcia empenyent un cinema sobre rodes, de trenta-set tones, per projectar pel·lícules als pobles del lloc, configurant el festival de cinema itinerant més inusual del món. El festival de cinema independent itinerant va ser destacat en un documental anomenat Cinema is Everywhere. El festival es va repetir al 2011. Amb Swinton també va crear la Fundació 8½ amb l'objectiu d'introduir a nens i nenes en l'univers cinematogràfic.

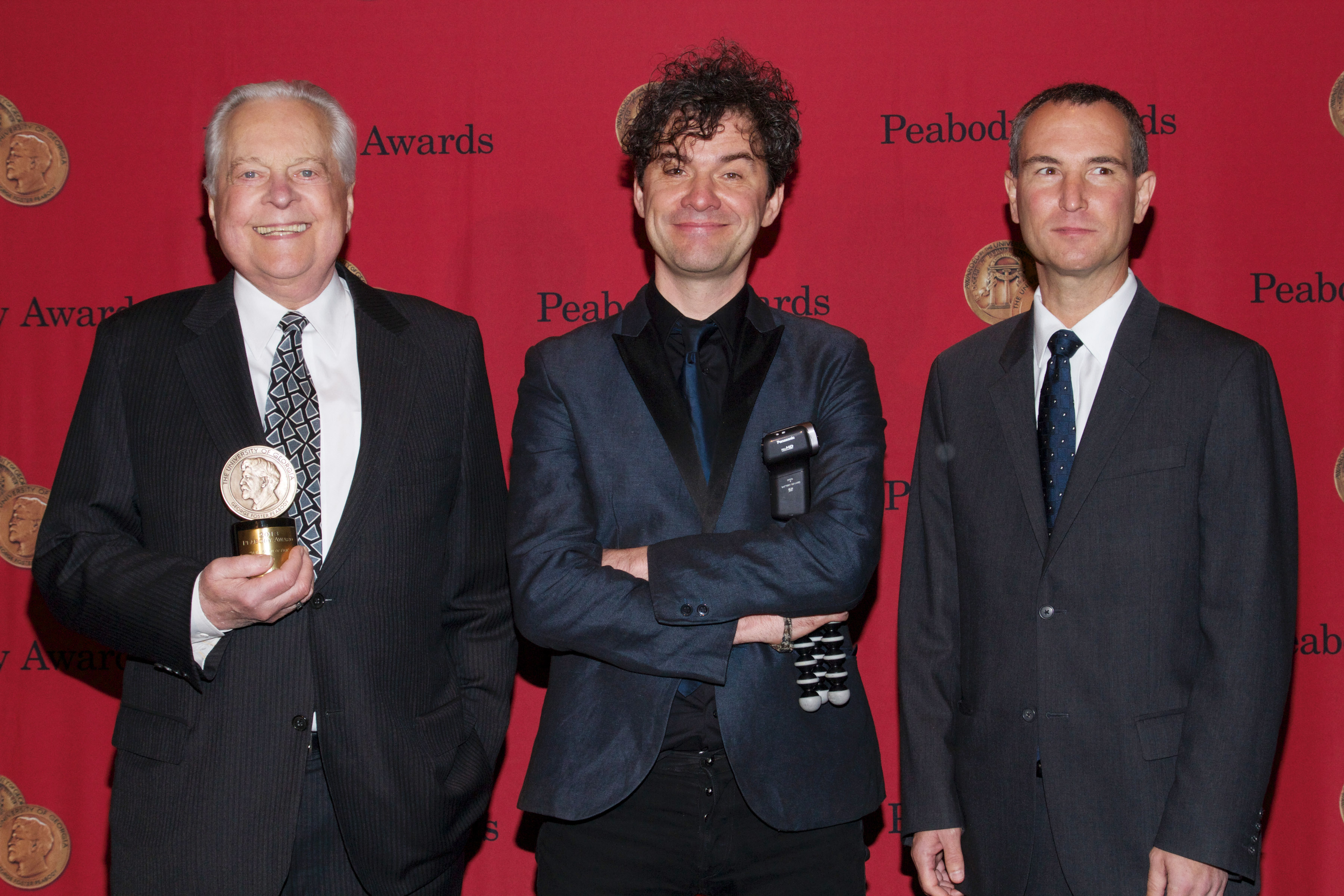
Robert Osborne, Mark Cousins i el vicepresident sènior de TCM Charles Tabesh en 2014, amb el Premi Peabody que TCM va rebre per la seva presentació de The Story of Film: An Odyssey

En 2011 es va estrenar el seu treball més conegut: La història del cinema: Una odissea (The Story of Film: An Odyssey) emesa en televisió en 15 capítols d'una hora al canal Habiti4, presentada en el Festival Internacional de Cinema de #Toronto 2011. Al setembre de 2013, va començar a emetre's al canal de televisió nord-americana Turner Classic Movies. Basant-se a la seva exhaustiva biblioteca de pel·lícules, TCM va complementar cada episodi amb curtmetratges rellevants i llargmetratges que van des del familiar fins al poc vist. TCM va rebre el Premi Peabody 2013 "per la seva recerca inclusiva i amb anotacions úniques de la història del cinema mundial" i han estat projectades en el MOMA de Nova York, en el Festival Internacional de Cannes i al voltant de tothom.
Després de The Story of Film, el següent projecte de Cousins va ser intencionalmente un treball a petita escala: What Is This Film Called Love?, un diari acte-fotografiat de la seva caminada de tres dies per la Ciutat de Mèxic, acompanyat de la seva conversa imaginada amb una foto de Sergei Eisenstein. Un altre documental de baix pressupost, produït ràpidament, Here Be Dragons, va cobrir un curt viatge d'observació de pel·lícules que va fer a Albània, un treball que també va ser mal rebut considerant indulgent i fet "a l'atzar". 6 Desires: DH Lawrence and Sardinia s'estructura entorn d'una carta imaginada de Cousins a l'autor DH Lawrence, qui va escriure sobre una visita a Sardenya en 1921. Life maig Be va ser una col·laboració amb la directora de cinema i actriu iraniana Mania Akbari, novament utilitzant els dispositius estructurals familiars de cartes, imatges de viatges i comentaris de veu de Cousins.
A Story of Children and Film (Una història de nens i cinema) va ser millor rebuda. Els seus orígens es troben en algunes imatges que va filmar de la seva neboda i nebot jugant i es va convertir en un documental sobre la representació de nens al cinema.
Posteriorment, Cousins va produir I Am Belfast, en la qual la ciutat és personificada per una dona de 10.000 anys. Algunes parts de la pel·lícula amb una partitura del compositor de Belfast David Holmes, es van projectar en el Festival de Cinema de Belfast del 2014. També va preparar en una edició de tres hores de The Story of Film, sobre el tema dels documentals, titulada Dear John Grierson.
Al 2018 va publicar el llibre Historia i art de la mirada, un assaig literari i gràfic.
També en 2018 va presentar el documental Women Make Film: A New Road Movie Through Cinema un documental de 240' de durada que recull 13 dècades de cinema realitzat per dones.
En 2019 Cousins fou triat membre de la Royal Society of Edinburgh

## Vida personal
Des de 1984 manté una relació amb el psicòleg Gill Moreton a qui va conèixer a Stirling; viuen a Edimburg.

## Filmografia
- La primera pel·lícula (director, 2009)
- La història del cinema: una odissea (director i presentador, 2011)
- Què es diu aquesta pel·lícula?.. Amor? (director, 2012)
- Una història de nens i cinema (director, escriptor, 2013)
- Here Be Dragons (director, escriptor, 2013)
- 6 Desitjos: DH Lawrence i Sardenya (director, guionista, 2014)
- Life maig Be (codirector, coguionista amb Mania Akbari, 2014)
- Atomic, Living in Dread and Promise (director, 2015)[30]
- I Am Belfast (director, escriptor, 2015)
- Estocolm, My Love (director, coguionista amb Anita Oxburgh, 2016)
- Els ulls d'Orson Welles (director, guionista, narrador, 2018)
- Women Make Film: A New Road Movie Through Cinema (director, 2018)[31]

## Publicacions
- Imagining Reality: The Faber Book of Documentary (2005) coautor amb Keevin MacDonald
- The story of Film (2011) Llibre i DVD
- Història i art de la mirada (2018)

## Premis i reconeixements
- Peabody Award
- Prix Itàlia
- Stanley Kubrick Award